# Blender (apparaat)

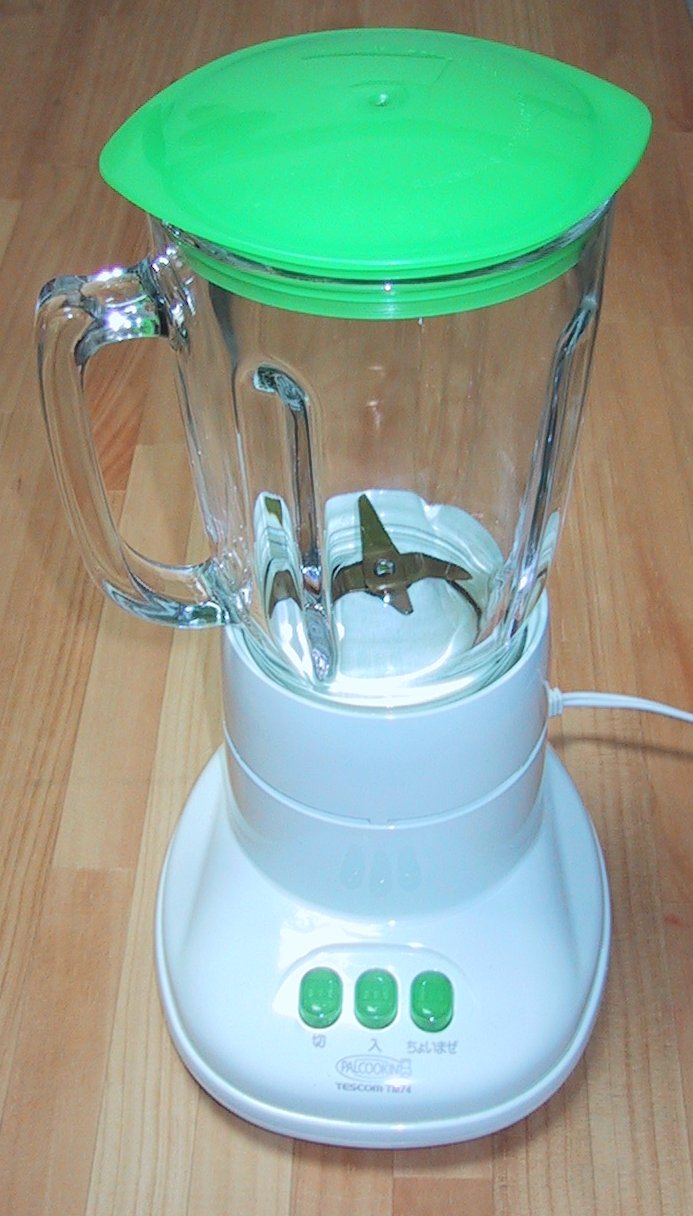
Een blender

Een blender, ook wel hakmolen genoemd, is een keukenapparaat dat kan mixen en pureren. De werking is vergelijkbaar met een staafmixer. Daarom kan als blender ook een staafmixer in combinatie met een speciaal daarvoor meegeleverde maatbeker worden gebruikt. Ook kan een keukenmachine voorzien zijn van een ingebouwde blender.
Het apparaat bestaat uit een motorblok dat scherpe messen in een kan aandrijft. Een deksel voorkomt dat de inhoud de kan verlaat terwijl de messen in bedrijf zijn. Ook wordt hiermee voorkomen dat iemand zijn hand in het apparaat kan steken terwijl de messen draaien. Doorgaans kunnen voor de motor verschillende snelheden worden ingesteld.

In de kan kunnen vloeistoffen (sap, melk, etc.) worden gedaan tezamen met fruit (banaan, etc.) of groenten. Vervolgens wordt alles gepureerd en gemixt, waarna het eindproduct gedronken kan worden.
De blender werd in 1922 uitgevonden door Stephen Poplawski. Hij ontwikkelde zijn vinding om poedermelkdrankjes te bereiden. In de jaren dertig van de twintigste eeuw produceerden L. Hamilton, Chester Beach en Fred Osius de blender onder licentie met de merknaam Hamilton Beach Company.
In 1935 verbeterde Fred Osius het blender-idee van Poplawski en legde dit voor aan Fred Waring, die in 1933 de "Miracle Mixer" had gefinancierd en gepromoot. Er waren verschillende problemen met het nieuwe ontwerp. Waring verbeterde het ontwerp op diverse punten en bracht in 1937 de "Waring Blender" uit.
Op 28 januari 1946 verkocht Poplawski zijn product en bedrijf aan Oster Manufacturing Company, die het apparaat omdoopte tot de "Osterizer".
Voordat de blender voor de massa beschikbaar was, gebruikte men een roerzeef of passe-vite om voedsel te pureren.

## Toepassingen
Blenders worden voor verschillende doeleinden gebruikt:
- mixen en pureren
- fijnmalen van ijs voor cocktails
- maken van smoothies en milkshakes
- bereiden van soepen

## Trivia
- De blenderfabrikant Blendtec werd wereldwijd bekend met hun campagne 'Will it blend'. De reclamespots, waarin men consumentenproducten zoals een iPhone met een blender tot gruis vermaalde, werden populair op Youtube.
- In de Beste Vrienden Quiz die sinds 2014 elk voorjaar op NPO Zapp wordt uitgezonden kent men het "restaurant" Chez Blender, een vraag waarbij moet worden geraden welk gerecht Tonny van der Neut, de assistent van presentator Bart Meijer in de blender heeft gegooid.